# Allison Lamoureux
Pour les articles homonymes, voir Lamoureux.
 (avril 2025).
Si vous disposez d'ouvrages ou d'articles de référence ou si vous connaissez des sites web de qualité traitant du thème abordé ici, merci de compléter l'article en donnant les références utiles à sa vérifiabilité et en les liant à la section « Notes et références ».
Pas d'image ? Cliquez ici

a Compétitions nationales et continentales officielles uniquement.

b Matchs officiels uniquement.
Allison Lamoureux, née le 5 août 1985, est une joueuse internationale canadienne de rugby à XV de 1,75 m pour 93 kg, occupant le poste de pilier aux Toronto Irish Canadians.

## Palmarès
(au 20.01.2025)
- 7 sélections en équipe du Canada[1]
- participation à la Coupe du monde 2006: 4e place.